# Gorbals
Gorbals: (Gort a' Bhaile en gaélico escocés) es un área predominantemente de clase obrera ubicada en la orilla sur del Río Clyde en la ciudad de Glasgow, Escocia, Reino Unido.
El área ha sido tradicionalmente la casa de muchos inmigrantes católicos irlandeses. También ha sido la ciudad de muchos judíos escoceses que han ido disminuyendo su población en la ciudad. Los católicos irlandeses también han disminuido en la ciudad pero aún sigue habiendo muchos, luego de la re-urbanización de la ciudad.
Hoy, la ciudad tiene una mezcla de clase obrera con clase media en un área metropolitana. 
No se conserva el antiguo nombre gaélico de la localidad. El nombre Gort a' Bhaile ("jardín de la la ciudad") fue propuesto por A. G. Callant en 1888.
- Datos: Q3643362
- Multimedia: Gorbals / Q3643362